# فسنيانة
فُسِنيَانة أو فُسِنيَانو أو (نقحرة: فوسينيانو) (بالإيطالية: Fusignano)‏ هي بلدية في مقاطعة رافينا في إقليم إميليا رومانيا الإيطالي.

## السكان
في سنة 1861 بلغ عدد السكان 5٬361 نسمة، وتطور العدد ليصل في سنة 2011 لـ 8٬259 نسمة.
يظهر هذا المخطط البياني تطور النمو السكاني لـ فُسِنيَانة

## أعلام
- أركنجلو كوريلي
- جيانباولو مونديني
- أريغو ساكي